# Твин Вали (Минесота)
Твин Вали (енгл. Twin Valley) град је у америчкој савезној држави Минесота.

## Демографија
По попису из 2010. године број становника је 821, што је 44 (-5,1%) становника мање него 2000. године.
| Група             | 2000.       | 2010.       |
| Белци             | 806 (93,2%) | 764 (93,1%) |
| Афроамериканци    | 2 (0,2%)    | 0 (0,0%)    |
| Азијати           | 0 (0,0%)    | 0 (0,0%)    |
| Хиспаноамериканци | 20 (2,3%)   | 17 (2,1%)   |
| Укупно            | 865         | 821         |